# Hermann Richter (Manager)
Hermann Richter (* 29. Januar 1903 in Dieuze, Lothringen; † 19. April 1982 in Überlingen) war ein deutscher Volkswirt und Manager. Er war von 1942 bis 1947 Vorstandsvorsitzender der Henkel & Cie. AG und von 1972 bis 1978 Aufsichtsratsvorsitzender der Dresdner Bank AG.

## Leben
Der Sohn des Richters Hermann Richter und der Ida, geborene Wack, absolvierte nach dem Schulbesuch zunächst eine Lehre bei der Rheinischen Creditbank in Freiburg im Breisgau. Im Anschluss nahm er ein Studium der Volks- und Betriebswirtschaft an den Universitäten in Freiburg, Bonn und Köln auf, das er 1925 mit der Prüfung als Diplom-Volkswirt abschloss. Danach arbeitete er als Wirtschaftsjournalist für die Buchwalds Börsen-Berichte und die Plutus-Briefen zur Fortbildung von Bankbeamten sowie als Bilanzfachmann in Berlin. 1928 wurde er mit dem Dissertationsthema Das Problem der Erfolgsspaltung zum Dr. rer. pol. promoviert.
Richter erhielt 1928 eine Anstellung als Prokurist bei der Deutschen Revisions- und Treuhand AG mit Sitz in Berlin und war dort Anfang der 1930er Jahre mit der Prüfung der Bankenfusion aus Dresdner Bank AG und Darmstädter und Nationalbank AG betraut. 1932 wechselte er als stellvertretender Direktor für Organisation und Rechnungswesen zur Dresdner Bank, bei der er zunächst zum Direktor und 1941 zum Generalbevollmächtigten aufstieg. Diese schnellen Sprünge auf der Karriereleiter waren nur möglich, da die Mitglieder der Geschäftsleitung mit jüdischer Herkunft aufgrund des sog. Gesetzes zur Wiederherstellung des Berufsbeamtentums ihre Ämter verloren. Richter war also ein Profiteur des Nationalsozialismus. Während des Zweiten Weltkrieges übernahm er 1942 als Vorsitzender die Geschäftsführung der Henkel & Cie. GmbH und zugleich den Vorstandsvorsitz der Henkel & Cie. AG in Düsseldorf, den er bis 1947 innehatte. Daneben war er von 1943 bis 1945 Aufsichtsratsvorsitzender der Degussa AG, die indirekt an der Produktion von Zyklon B beteiligt war. Nach seinem Ausscheiden aus dem Bankvorstand betätigte er sich ab 1948 als selbständiger Industrieberater.
In der Nachkriegszeit wurden die Großbanken in der Westzone auf Betreiben der Alliierten Militärverwaltungen dezentralisiert. Bei der Entflechtung wurde auch die Dresdner Bank in mehrere Teilinstitute aufgespalten. 1952 erfolgte per Erlass des Gesetzes über den Niederlassungsbereich für Kreditinstitute die Zusammenfassung der einzelnen Banken zu den Kreditinstituten Hamburger Kreditbank AG, Rhein-Ruhr Bank AG und Rhein-Main Bank AG. Richter, der an diesem Prozess entscheidend beteiligt und von 1948 bis 1966 Aufsichtsratsvorsitzender der Deutschen Schiffahrtsbank AG mit Sitz in Bremen war, übernahm von 1952 bis 1957 auch den Aufsichtsratsvorsitz der Rhein-Main Bank AG. Nach der Wiedervereinigung der drei Teilbanken zur Dresdner Bank AG 1957 war er bis 1972 zunächst stellvertretender Vorsitzender und danach bis 1978 Vorsitzender des Aufsichtsrates der Bank.
Des Weiteren bekleidete Richter Funktionen in zahlreichen Aufsichtsräten. So war er unter anderem von 1953 bis 1959 sowie von 1965 bis 1982 erneut Aufsichtsratsvorsitzender der Degussa AG, von 1952 bis 1982 Aufsichtsratsvorsitzender der Kempinski Hotelbetriebs-AG, von 1956 bis 1961 bzw. von 1970 bis 1978 stellvertretender Aufsichtsratsvorsitzender und von 1963 bis 1969 Aufsichtsratsvorsitzender der Farbwerke Hoechst AG, von 1960 bis 1978 Aufsichtsratsvorsitzender der Metallgesellschaft AG, von 1968 bis 1978 Aufsichtsratsvorsitzender der Brown, Boveri und Cie. AG, von 1974 bis 1980 Aufsichtsratsvorsitzender der Henkel KgaA und von 1969 bis 1975 stellvertretender Aufsichtsratsvorsitzender der Audi NSU Auto Union AG.